# 韦凑
韦凑（659年—724年1月9日），字彦宗，京兆万年（今陕西西安北）人，唐玄宗开元十一年（723年）的太原节度使。

## 家世
- 曾祖：韦瓒，隋仓部侍郎、司农少卿、尚书右丞、南皮县伯。《隋书》有传。
- 祖父：韦叔谐，唐蒲州刺史、员外郎、散骑常侍、库部郎中。
- 父亲：韦玄福，唐高宗永徽中为城门郎，为外姻所累，贬授桂州长史，赠润州刺史。

## 生平历官
- 永淳元年（682年），解褐授婺州司兵参军。
- 延载元年（694年），授资州司兵参军，廉察使房昶上表推荐，拜扬州法曹参军。扬州人前仁寿令孟神爽为地方豪酋，交通贵戚，多次犯法，前任官员不敢住那捉拿法办，韦凑向长史[张潜]]请示后，将其杖杀。
- 大足元年（701年），授上方监丞，加朝散大夫，转相王府属兼通事舍人。时夏官尚书姚崇兼任相王府长史，对他相知恨晚。
- 长安三年（703年），迁职方员外郎。
- 神龙元年（705年），转兵部员外郎，历职方司郎中长安令，迁将作少匠，仍兼通事舍人。
- 景龙二年（708年），转司农少卿，
- 景龙三年（709年），因公事触犯中书令宗楚客，被贬出任贝州刺史。
- 景云元年（710年），唐睿宗即位，复入为鸿胪少卿，仍加银青光禄大夫。
- 景云二年（711年），转任太府少卿兼通事舍人。
- 景云三年（712年），睿宗崇信道教，他的女儿西城公主(改称金仙公主)、昌隆公主(改称玉真公主)出家入道，睿宗为她们修建玉真、金仙两观，耗资巨亿。韦凑进谏，被调出任陕州刺史，不久，转任汝州刺史。
- 开元二年夏（714年），唐玄宗下令在唐中宗定陵建碑，被韦凑劝止，不久迁任岐州剌史。
- 开元四年（716年），迁将作大匠。
- 开元六年（718年），充东都留守。
- 开元八年（720年），迁右卫大将军。
- 开元九年（721年）正月，迁河南尹，累封彭城郡公。
- 开元十年（722年），因属官犯事，被贬为为杭州刺史。
- 开元十一年（723年），转任汾州刺史，同年又迁任太原尹，仍充太原以北节度大使、北都留守、河东道支度营田大使，并检校北都军器监。十二月九日（724年1月9日）薨於太原官舍，年六十五。赠使持节都督幽州诸军事、幽州刺史，谥曰文。

## 夫人
- 先夫人范阳卢氏，刑部尚书卢从愿之妹。
- 继夫人陇西李氏，长安令李绾之女。

## 子女
- 嗣子：韦见素，唐玄宗时宰相，封豳国公，谥曰忠贞。

## 延伸阅读
[在维基数据编辑]
 《舊唐書/卷101》，出自刘昫《舊唐書》
 《新唐書·卷118》，出自《新唐書》